# Creep (pel·lícula)
Creep és una pel·lícula de terror britànico-alemanya dirigida per Christopher Smith, estrenada l'any 2004. Ha estat doblada al català

## Argument
A Londres, una freda i trista nit d'hivern, a mitjanit, a la sortida d'una vetllada chic copiosament regada, Kate espera debades un taxi abans de resoldre agafar l'últim metro. Sota l'efecte de l'alcohol, la jove dona no triga a adormir-se a l'andana. Quan es desperta, la parada és deserta… Embogida, Kate es dirigeix cap a la sortida, però les reixes són ja tancades. Un tren s'atura llavors, hi puja, poc preocupada de ser-ne l'única ocupant quan al mig del túnel, el comboi s'atura brutalment, totes les llums s'apaguen… I comença el malson…

## Repartiment
- Franka Potente: Kate
- Vas Blackwood: George
- Jeremy Sheffield: Guy
- Ken Campbell: Arthur
- Kelly Scott: Mandy
- Paul Rattray: Jimmy
- Johnatan Taylor: 1r conductor de tren assassinat
- Daniel Joseph Scott: 2a conductor de tren assassinat
- Morgan Jones: el guardià de nit
- Sean Harris: Craig

## Al voltant de la pel·lícula
- En el metro londinenc el director Christopher Smith vs tenir la idea de realitzar Creep. Explica: "El tren s'havia aturat al bell mig d'un túnel. L'espera es va perllongar durant llargs, llargs minuts i he pensat en el problemes d'una persona que es trobés sola, presonera d'aquest laberint, impotent i lliurada als fantasmes d'un ésser malèfic. He sotmès la idea al productor Jason Newmark, de Dan Films, i immediatament m'he llançat a l'escriptura. (…) M'he posat amb aquest guió amb el desig immediat d'injectar sang fresca al gènere; de prémer alguns dels seus codis, tot en reorientant-los en direccions inèdites ; de treballar "sense xarxa", a l'exploració de les nostres pitjors angoixes, començant per tres de les més bàsiques: la por a la solitud, l'angoixa a les tenebres, la claustrofòbia."
- Christopher Smith va definir Kate, l'heroïna de Creep, com "una dona activa, enèrgica. Les primeres escenes ens la mostren evolucionant en un món que controla perfectament. Superba, plena d'humor, amb un vestit de marca, exhibeix tots els signes de l'èxit. Però aquests símbols d'una vida privilegiada no li seran de cap utilitat enfront del que l'espera. Les seves sabates de luxe no seran més que una molèstia en aquest metro: per sobreviure a les seves proves, Kate va a haver d'adaptar-se… fent dels seus talons punxeguts una arma."
- Es va redactar l'script de Creep a Manhattan, però el britànic Christopher Smith volia situar l'acció del seu film al metro londinenc. Explica: "Volia explotar l'ambient gòtic de la xarxa londinenca, amb els seus múltiples nivells i ramificacions, a punt per fer perdre l'usuari. Tenia necessitat que la meva heroïna fes un descens progressiu vers racons obscurs, que s'aventuri al llarg de túnels envaïts de teles d'aranyes i descobreixi estances secretes, oblidades des de fa més d'un segle."
- El rodatge de Creep, amb una durada de set setmanes, es va aturar en una de les més profundes parades del metro londinenc: Strand, que era a la línia Piccadilly. Tancada des de 1994, aquesta parada té una andana fora de servei des de…1917 ! És precisament en aquesta andana abandonada i l'ambient obligadament inquietant que les escenes del començament i del final del film van ser rodades. Per raons practiques, la resta del rodatge va tenir lloc a Colònia, en una antiga sucreria on va crear-se un gegantesc decorat laberíntic semblant al d'un metro.[3]
- Christopher Smith evoca amb misteri Craig, el que segueix incansablement Kate al metro. "Se m'ha gelat la sang quan l'he vist per primera vegada maquillat, em demano com reaccionarà el públic ! Sean Harris, qui interpreta Craig, dona a aquest film una interpretació increïblement torçada, turmentada, poderosa, que testifica un verdader coratge psicològic. He tingut ganes, des de la sortida, de explorar les nostres grans angoixes amb un màxim d'impacte. Creep és un viatge en "tren fantasma" a través d'un infern subterrani, al costat d'una dona que lluita fins a l'extrem per escapar a aquesta aterridora bogeria."
- Aquest film ha tingut un pressupost de 35 milions de lliures esterines.